# 신주인수권
신주인수권(新株引受權, 독일어: Bezugsrecht, preemptive right)이란 회사가 신주를 발행할 경우에 그 전부 또는 일부를 타인에 우선하여 인수할 수 있는 권리를 말한다. 인수에 우선할 권리일 뿐 발행가액이나 기타 인수 조건에서 우대받을 수 있는 권리는 아니다.:683  대한민국 상법 제418조에 의하면 주주는 정관에 다른 정함이 없으면 그가 가진 주식의 수에 따라서 신주의 배정을 받을 권리가 있다. 즉 주주는 법률의 규정에 따라서 당연히 신주인수권을 가지며, 주주 이외의 제3자의 신주인수권은 정관에 규정이 있어야 한다. :722

## 종류
신주인수권은 '주주의 신주인수권'과 '제3자의 신주인수권'으로 구분할 수 있는데 제3자에 대해 신주를 배정할 때는 정관의 규정이 있어야 하는 등 엄격한 절차에 의하여야 한다. 추상적 신주인수권은 주주권의 일부로서 주주권과는 독립되지 아니한 주주권의 지분적 권리에 불과한 것이나, 구체적 신주인수권은 주주권과는 독립된 별개의 채권적 권리이다.

## 인수권 침해에 대한 구제수단
회사가 신주를 발행하는 과정에서 주주의 신주인수권을 침해한 경우, (1) 주주는 회사에 대하여 손해배상을 청구할 수 있고(제389조 제3항, 제210조 또는 민법 제756조) (2) 그 침해에 관하여 이사에 대해서도 손해배상을 청구할 수 있다(제401조). 특히 이사에 대한 손해배상청구는 이사의 제3자에 대한 책임을 추궁하는 것인데, 주주의 신주인수권이 침해되어 주주에게 발생한 손해는 간접손해가 아닌 직접손해이므로 청구할 수 있다. 주주는 또한 사전적 구제수단으로서 신주발행유지청구권(제424조)을, 그리고 (4) 사후적 구제수단으로서 신주발행무효의 소(제429조 이하)를 각각 제기할 수 있다.

## 제3자의 신주인수권
회사는 법률이나 정관에 근거가 있으면 주주 아닌 제3자에게도 신주인수권을 부여할 수 있다.

## 판례
- 상법 제335조 제2항 소정의 주권발행 전에 한 주식의 양도는 회사성립후 또는 신주의 납입기일 후 6월이 경과한 때에는 회사에 대하여 효력이 있는 것으로서, 이 경우 주식의 양도는 지명채권의 양도에 관한 일반원칙에 따라 당사자의 의사표시만으로 효력이 발생하는 것이고, 상법 제337조 제1항에 규정된 주주명부상의 명의개서는 주식의 양수인이 회사에 대한 관계에서 주주의권리를 행사하기 위한 대항요건에 지나지 아니하므로, 주권발행 전 주식을 양수한 사람은 특별한 사정이 없는 한 양도인의 협력을 받을 필요 없이 단독으로 자신이 주식을 양수한 사실을 증명함으로써 회사에 대하여 그 명의개서를청구할 수 있으므로, 주주명부상의 명의개서가 없어도 회사에 대하여 자신이 적법하게 주식을 양수한 자로서 주주권자임을 주장할 수 있다. . [2] 상법 제416조 제5호에 의하면, 회사의 정관 또는 이사회의 결의로 주주가 가지는 신주인수권을 양도할 수 있는 것에 관한 사항을 결정하도록 되어있는바, 신주인수권의 양도성을 제한할 필요성은 주로 회사측의 신주발행사무의 편의를 위한 것에서 비롯된 것으로 볼 수 있고, 또 상법이 주권발행 전 주식의 양도는 회사에 대하여 효력이 없다고 엄격하게 규정한 것과는 달리 신주인수권의 양도에 대하여는 정관이나 이사회의 결의를 통하여 자유롭게 결정할 수 있도록 한 점에 비추어 보면, 회사가 정관이나 이사회의 결의로 신주인수권의 양도에 관한 사항을 결정하지 아니하였다 하여 신주인수권의 양도가 전혀 허용되지 아니하는 것은 아니고, 회사가 그와 같은 양도를 승낙한 경우에는 회사에 대하여도 그 효력이 있다. [3] 주권발행 전의 주식의 양도는 지명채권 양도의 일반원칙에 따르고, 신주인수권증서가 발행되지 아니한 신주인수권의 양도 또한 주권발행 전의 주식양도에 준하여 지명채권 양도의 일반원칙에 따른다고 보아야 하므로, 주권발행 전의 주식양도나 신주인수권증서가 발행되지 아니한 신주인수권 양도의 제3자에 대한 대항요건으로는 지명채권의 양도와 마찬가지로 확정일자 있는 증서에 의한 양도통지 또는 회사의 승낙이라고 보는 것이 상당하고, 주주명부상의 명의개서는 주식 또는 신주인수권의 양수인들 상호간의 대항요건이 아니라적법한 양수인이 회사에 대한 관계에서 주주의 권리를 행사하기 위한 대항요건에 지나지 아니한다.[3]

### 현물출자와 주주의 신주인수권
주주의 신주인수권은 주주가 종래 가지고 있던 주식의 수에 비례하여 우선적으로 인수의 배정을 받을 수 있는 권리로서 주주의 자격에 기하여 법률상 당연히 인정되는 것이지만 현물출자자에 대하여 발행하는 신주에 대하여는 일반주주의 신주인수권이 미치지 않는다.

## 입법례
미국의 모범회사법에서는 회사의 주주는 정관에서 규정하지 않는 한, 회사의 미발행 주식을 취득할 우선권을 가지지 아니한다고 규정한다. 캘리포니아주 회사법에서도 신주인수권은 정관에 기재되지 아니하면 효력이 없다고 규정하고 있다. 그러나, 뉴욕 주법에서는 주주의 신주인수권을 인정하고 있다.

## 같이 보기
- 옵션계약
- 우선매수청구권

- 대한민국 상법 제418조

## 참고문헌
- 김진훈. (2015). 코스닥시장에서 신주인수권 행사의 공시효과 [박사학위논문, 충북대학교].
- 김지안. (2013). 신주발행에 있어서 신주인수권 기타 주주보호수단에 관한 연구 [석사학위논문, 서울대학교].
- 송종준. (1998, 10). 특집/상법의 새 문제점 정관에 의한 주주의 신주인수권 제한의 요건. 고시연구, 25(10), 52-63.
- 정주환. (2007). 자본조달과 신주인수권. 경영법률, 18(1), 1-22.
- 윤평식. (2019). 신주인수권증서의 상장과 차익거래 기회. 한국증권학회지, 48(3), 343-370.